# 佈景主題 (電腦)
电脑软件皮肤或界面皮肤，是指一款计算机软件或网站用户界面的外观和样式。软件皮肤是软件个性化的象征之一。

## 历史
人机交互和图形用户界面软件（如Windows操作系统）的诞生，是软件皮肤的源头。其更改桌面图片、界面字体、颜色的功能，就是软件个性化的表现，也引领了未来软件操作界面个性化的发展。随着网络的发展，软件发展的个性化也日渐明显，软件皮肤的出现和发展便是顺理成章。

## 发展
软件皮肤不仅影响使用者对软件的印象，而且使用者通过更换皮肤，也会在一定程度上反映使用者的个人喜好，以及对于颜色、形状、风格等等因素的个人倾向。更换皮肤的功能，如今已经广泛地附加在各种网络软件的用户端功能中，尤其是即时通信软件、网络媒体软件、输入法软件。
借助网络，一些软件的提供商会发起皮肤征集，搜集和评选网友自己设计的软件皮肤。一个典型的例子是搜狗拼音输入法的皮肤库，其所搜藏的输入法界面皮肤被分别罗列在不同风格和内容的主题下。
软件皮肤也可以用于反映一段时期的社会话题或者用于纪念历史事件。一个典型的例子是即时通信软件腾讯QQ用户端的登录显示图。
搜索网站谷歌、百度等，也会在特定时间更改网站主页的标识，加入纪念历史和反映时令的元素，其性质与软件皮肤类似，也有征集设计方案的运作，但由于并不是对用户客户端的更改，所以通常并不称之为皮肤。